# Venado de San Lorenzo
Venado de San Lorenzo är en ort i Mexiko.   Den ligger i kommunen Irapuato och delstaten Guanajuato, i den centrala delen av landet, 290 km nordväst om huvudstaden Mexico City. Venado de San Lorenzo ligger 1 745 meter över havet och antalet invånare är 268.
Terrängen runt Venado de San Lorenzo är platt åt nordost, men åt sydväst är den kuperad. Runt Venado de San Lorenzo är det tätbefolkat, med 790 invånare per kvadratkilometer. Närmaste större samhälle är Irapuato, 15,8 km sydost om Venado de San Lorenzo. Omgivningarna runt Venado de San Lorenzo är en mosaik av jordbruksmark och naturlig växtlighet.